# Futura
Futura（フトゥーラ）は、1923年にドイツのバウハウスにおいて非常勤講師として勤めたパウル・レナー（1878年 - 1956年）によって発表されたラテン文字のサンセリフ書体。
いわゆるジオメトリック・サンセリフの一種で、幾何学的な造形が特徴的である。現在でもよく用いられているサンセリフのひとつで、ルイ・ヴィトンやSupremeのロゴにも使用されている。
名称の「Futura」とは「未来」を意味するラテン語であり、英語の「future（フューチャー）」に相当する。片仮名表記には「フトゥーラ」「フツーラ」「フツラ」「フーツラ」などいくつかの表記が見られるが、ラテン語の発音は [fuˈtuːra] であり「フトゥーラ」が最も近い。英語では「フューチュラ」のように発音されることもあり、日本では「フーツラ」の表記が幅広く浸透している。

## 「ナチスを連想させる書体」との誤解

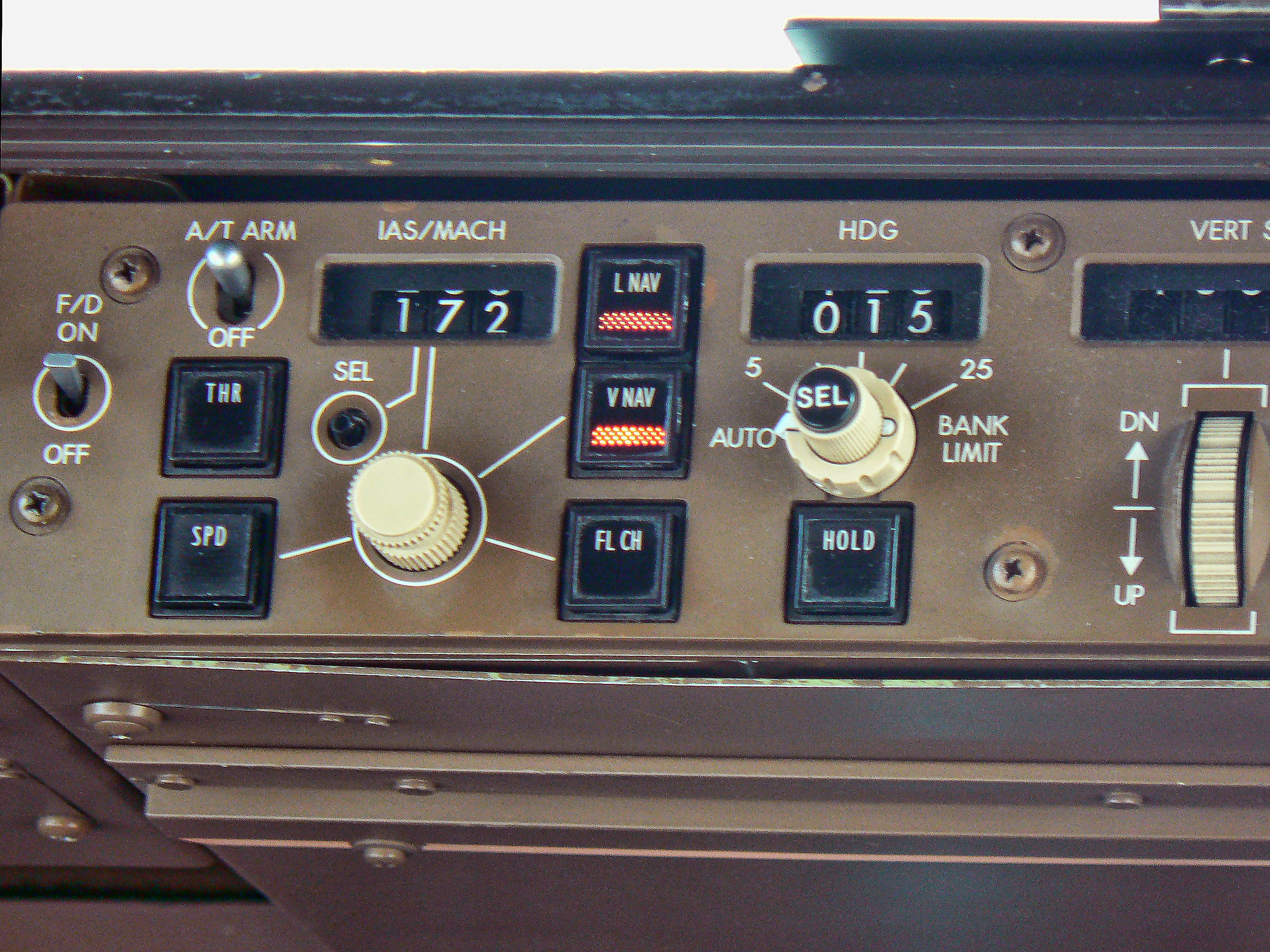
Futuraで書かれたボーイング747のオートパイロットコントロール。Futuraは航空宇宙産業において、飛行計器および制御マーキングのために広く普及している。

一時期、「Futuraはナチス・ドイツを連想させる書体であり、使う文化圏には注意を払った方がよい」と日本で言われたことがあった（朗文堂の片塩二朗が書籍等でこのように主張していた）。
しかし小林章や立野竜一の調査によれば、この「ナチスを連想させる書体」という話は、日本の中だけで流布していた誤解である。Futuraは欧米諸国やイスラエルなど、世界中で広く使用されている書体で、「特定の政治的意味を持ち、使用には注意の必要な書体」だと見なすのは全くの誤りである。
むしろFuturaの製作者レナーは反ナチとして著名な人物であり、レナーの勤めていたバウハウスは、ナチ党によって退廃的だと見なされ弾圧された側に当たる。